# Тиреоидные гормоны

Структурная формула трийодтиронина (T_{3})

Структурная формула тироксина (T_{4})

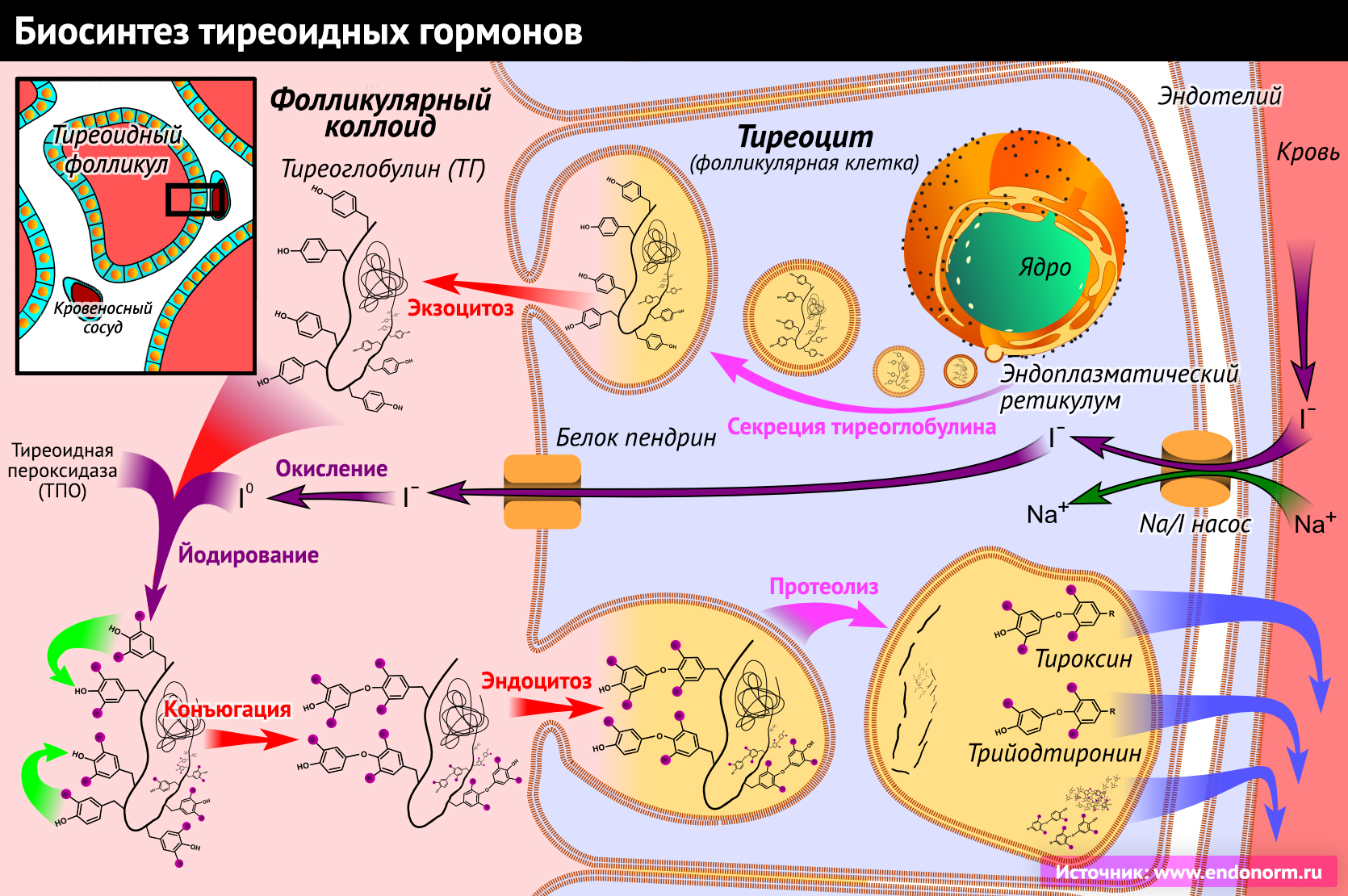
Синтез тиреоидных гормонов в присутствии тиреоидной пероксидазы.

Тиреоидные гормоны — йодированные производные аминокислоты тирозина, обладающие общими физиологическими свойствами и производимые в щитовидной железе.
Щитовидная железа производит два тиреоидных гормона, отличающихся наличием или отсутствием дополнительного атома йода в молекуле — тироксин (T4) и трийодтиронин (T3). От 60 до 80 процентов общего количества тиреоидных гормонов, производимых щитовидной железой, поступает в кровь в форме тироксина, который является относительно малоактивным тиреоидным гормоном, фактически — прогормоном, и слабо связывается непосредственно с рецепторами тиреоидных гормонов в тканях. Перед тем, как оказать действие на клетки органов-мишеней, большая часть тироксина непосредственно в клетках конвертируется в биологически активную форму — трийодтиронин. Этот процесс происходит при участии металлофермента — селен-зависимой монодейодиназы. При дефиците микроэлемента селена в организме или при генетическом дефекте монодейодиназы, предопределяющем её пониженную активность в тканях, развивается состояние недостаточности гормона щитовидной железы, несмотря на кажущийся нормальным уровень T4 в плазме крови — так называемый англ. euthyroid sick syndrome. Аналогичное состояние может наблюдаться при приёме некоторых лекарственных веществ, угнетающих активность тканевой монодейодиназы.
Органами-мишенями для йодированных тиреоидных гормонов являются практически все ткани организма.
Помимо тиреоидных гормонов, в щитовидной железе синтезируется нейодсодержащий гормон — кальцитонин, который регулирует концентрацию кальция в сыворотке крови и костной ткани.

## Физиологическое действие
Тиреоидные гормоны стимулируют рост и развитие организма, рост и дифференцировку тканей. Повышают потребность тканей в кислороде. Повышают системное артериальное давление, частоту и силу сердечных сокращений. Повышают уровень бодрствования, психическую энергию и активность, ускоряет течение мыслительных ассоциаций, повышает двигательную активность. Повышают температуру тела и уровень основного обмена.
Тиреоидные гормоны повышают уровень глюкозы в крови, усиливают глюконеогенез в печени, тормозят синтез гликогена в печени и скелетных мышцах. Также они повышают захват и утилизацию глюкозы клетками, повышая активность ключевых ферментов гликолиза. Тиреоидные гормоны усиливают липолиз (распад жира) и тормозят образование и отложение жира.
Действие тиреоидных гормонов на обмен белков зависит от концентрации гормонов. В малых концентрациях они оказывают анаболическое действие на обмен белков, повышают синтез белков и тормозят их распад, вызывая положительный азотистый баланс. В больших же концентрациях тиреоидные гормоны оказывают сильное катаболическое действие на белковый обмен, вызывая усиленный распад белков и торможение их синтеза, и как следствие — отрицательный азотистый баланс.
Тиреоидные гормоны повышают чувствительность тканей к катехоламинам. Действие тиреоидных гормонов на рост и развитие организма синергично с действием соматотропного гормона, причём наличие определённой концентрации тиреоидных гормонов является необходимым условием для проявления ряда эффектов соматотропного гормона.
Тиреоидные гормоны усиливают процессы эритропоэза в костном мозге.
Тиреоидные гормоны также оказывают влияние на водный обмен, понижают гидрофильность тканей и канальцевую реабсорбцию воды.